# ريك كوب
ريك كوب (بالإنجليزية: Rick Copp)‏ (20 أغسطس 1964، بار هربور في الولايات المتحدة)؛ ممثل، كاتب سيناريو وروائي أمريكي.

## روابط خارجية
- ريك كوب على موقع IMDb (الإنجليزية)
- ريك كوب على موقع ألو سيني (الفرنسية)
- ريك كوب على موقع أول موفي (الإنجليزية)
- ريك كوب على موقع قاعدة بيانات الفيلم (الإنجليزية)
- ريك كوب على موقع كينوبويسك (الروسية)